# Wijngaardtuin
De Wijngaardtuin is een openbare stadstuin in het centrum van de stad Haarlem.
De tuin ligt iets verscholen en bevindt zich globaal gezien tussen de Smedestraat, Jansstraat en de Morinnesteeg. Door de verscholen ligging is de tuin niet zo bekend. De tuin geeft echter goed weer hoe er in het ontstaan van Haarlem over groenvoorziening in de stad werd gedacht. Daarom heeft de tuin een uniek karakter. In de tuin staat ook een beeld van de schrijver Godfried Bomans.